# Pålsboda–Finspång Järnväg
Pålsboda-Finspång Järnväg, PFJ, var en svensk smalspårig Järnväg mellan Pålsboda och Finspång.
Järnvägen invigdes 19 september 1874 i närvaro av kung Oscar II. Järnvägen var den tredje järnvägslinjen i Sverige av denna spårvidd. Efter några år undersökte man möjligheterna att dra linjen vidare från Finspång till en anslutningspunkt på Östra stambanan, men denna sträckning kom aldrig att byggas. Ett annat bolag, Finspång-Norsholms Järnväg (FNJ), öppnades emellertid för trafik 1 oktober 1885 och man träffade då en överenskommelse om gemensam förvaltning. Tio år senare hade ytterligare tre linjer öppnats i regionen Pålsboda-Hultsfred. I början av 1895 föreslogs att de fem järnvägarna skulle slås samman, men på grund av bristande samsyn skedde aldrig detta. Istället beslöt man att sälja PFJ och FNJ till ett konsortium med syfte att slå ihop de båda banorna till ett gemensamt bolag. Så skedde också och den 30 november samma år bildades Norra Östergötlands järnvägsaktiebolag.